# مارتین ویسنر
مارتین ویسنر (انگلیسی: Martin Wiesner؛ زادهٔ ۲۵ دسامبر ۱۹۵۸) بازیکن فوتبال اهل آلمان است.
از باشگاه‌هایی که در آن بازی کرده‌است می‌توان به باشگاه فوتبال کارلسروهه اشاره کرد.